# Santiago de las Vegas
Santiago de las Vegas är en ort i Kuba.   Den ligger i provinsen Havanna, i den västra delen av landet, 18 km söder om huvudstaden Havanna. Santiago de las Vegas ligger 95 meter över havet och antalet invånare är 35 241.
Terrängen runt Santiago de las Vegas är platt. Runt Santiago de las Vegas är det tätbefolkat, med 683 invånare per kvadratkilometer. Närmaste större samhälle är Havanna, 18,1 km norr om Santiago de las Vegas. Trakten runt Santiago de las Vegas består till största delen av jordbruksmark.